# Neoglyphidodon crossi
Neoglyphidodon crossi là một loài cá biển thuộc chi Neoglyphidodon trong họ Cá thia. Loài này được mô tả lần đầu tiên vào năm 1991.

## Từ nguyên
Từ định danh crossi được đặt theo tên của Norbert J. Cross, Cộng sự Danh dự tại Bảo tàng Tây Úc, nơi mà Allen làm việc.

## Phạm vi phân bố và môi trường sống
N. crossi chỉ được biết đến tại Indonesia, như đã được ghi nhận chủ yếu tại các đảo Sulawesi, Bali, Flores và quần đảo Maluku. Chúng sống gần những rạn san hô trong các vịnh và đầm phá ở độ sâu đến ít nhất là 12 m.

## Mô tả
N. crossi có chiều dài cơ thể tối đa được ghi nhận là 13 cm. Cá trưởng thành hoàn toàn có màu nâu đen. Cá con có màu sắc tươi sáng hơn, màu cam hơi đỏ với một dải sọc màu xanh lam sáng kéo dài từ mõm đến cuống đuôi.
Số gai ở vây lưng: 13; Số tia vây ở vây lưng: 14–16; Số gai ở vây hậu môn: 2; Số tia vây ở vây hậu môn: 13–14; Số gai ở vây bụng: 1; Số tia vây ở vây bụng: 5.

## Sinh thái học
Thức ăn của N. crossi có thể là tảo hoặc các loài động vật phù du. Cá đực có tập tính bảo vệ và chăm sóc trứng.